# 刘富有
刘富有（？—？）字文华，直隶天津人，中华民国军事将领。王怀庆的部属。

## 生平
光绪三十年（1904年），刘富有任北洋常备军第二镇步队第三协步五标第一营管带尽先守备。1916年7月11日，大总统策令任命刘富有为陆军第十三师第二十六旅旅长。1922年5月16日，获授陆军中将。1923年3月13日，获授勋四位。1923年11月27日，获授将军府勇威将军。
第二次直奉战争开始时，1924年9月17日，曹锟下令讨伐张作霖，任命吴佩孚为讨逆军总司令，王承斌为副司令；彭寿莘为第一军总司令兼第一军第一路司令，王维城、董政国分任第一军第二、三路司令；王怀庆为第二军总司令，米振标为副司令，刘富有为第二军前敌总指挥；冯玉祥为第三军总司令，张之江、李鸣钟分任第三军第一、二路司令，张福来为援军总司令，曹瑛、胡景翼、张席珍、杨清臣、靳云鹗、阎治堂、张治公、李治云、潘鸿钧、谭庆林为十路援军司令。杜锡珪为海军总司令，温树德为海军副司令，郑士琦为直鲁海疆防御总司令，李济臣、熊炳琦等人为鲁豫后方筹备总司令。
1924年10月3日，大总统令发布，帮办热河军务、陆军第十三师第二十六旅旅长兼第二军前敌总指挥刘富有免去本兼各职。1924年10月4日，吴佩孚因朝阳、凌源等地相继失守，乃免去第二军前敌总指挥刘富有、副指挥龚汉治本兼各职，任命第二十五旅旅长陶经武、热河第一混成旅旅长张林分别继任总指挥、副指挥。